# Hesperoptenus tickelli
Hesperoptenus tickelli је врста слепог миша из породице вечерњака (лат. Vespertilionidae).

## Распрострањење
Ареал врсте покрива средњи број држава.
Врста има станиште у Индији, Тајланду, Лаосу, Бурми, Вијетнаму, Бангладешу, Бутану, Камбоџи, Непалу и Шри Ланци.

## Станиште
Станишта врсте су шуме, травна вегетација и брдовити предели. 
Врста је по висини распрострањена до 1.000 метара надморске висине.

## Угроженост
Ова врста није угрожена, и наведена је као последња брига јер има широко распрострањење.